# Surat Thani Futsal Club
Der Surat Thani Futsal Club (Thai:สโมสรฟุตซอลสุราษฎร์ธานี) ist ein 2007 gegründeter professioneller thailändischer Futsalverein aus Surat Thani, der in der Thailand Futsal League, der höchsten thailändischen Spielklasse, spielt.

## Geschichte
Der Verein wurde 2007 gegründet. Die beste Platzierung war ein dritter Platz 2018 und 2019.

## Stadion
Der Verein trägt seine Heimspiele in der Chang Tapee Arena in Surat Thani aus. Die Halle hat ein Fassungsvermögen von 4500 Personen.